# Lucas Calviño
Lucas Calviño (8 de noviembre de 1984, Avellaneda, provincia de Buenos Aires) es un exfutbolista argentino, que actualmente se desempeña como entrenador de arqueros en Colón (SF), de la Superliga Argentina de Fútbol, dentro del cuerpo técnico de Eduardo Domínguez.

## Trayectoria

### Huracán
Debutó oficialmente como titular en primera división en el Club Atlético Huracán y dando así, inicio a su carrera frente a Estudiantes de La Plata, en un encuentro en el que recibió dos goles.

### Atlético Tucumán
Jugó su primer partido contra Banfield en el empate 0 a 0 en el cual tuvo una excelente actuación, su segundo partido serían por Copa Argentina en el cual perdió 1 a 0 contra Ferro Carril Oeste. Su cuarto partido sería en la derrota 2 a 1 ante Huracán teniendo una excelente actuación y en donde le atajo un penal a Ramón Ábila. Su quinto partido sería en la derrota 3 a 2 ante Sarmiento de Junín. Su sexto partido sería en el empate 0 a 0 contra Patronato de Paraná. , cabe destacar que se ganó el respeto de los hincha de Atlético, pese a estar en la mayoría de las derrotas, siempre tuvo un excelente rendimiento evitando goleadas catastróficas. El noveno partido lo jugó ante Huracán donde su equipo perdió la final donde podría haber ascendido. En el 'decano' jugó 9 partidos con 12 goles recibidos

### Central Córdoba (SdE)
A principios de 2015 firma para Central Córdoba (SdE) de la segunda división de Argentina. Jugó hasta finales del 2016 en los cuales disputó 46 partidos y recibió 48 goles, decidió no renovar el contrato.

### Deportivo Español
En 2017 firma para el club gallego de la Primera B Metropolitana, solo jugó 11 goles, con la curiosidad de haber convertido su primer gol como profesional al realizar un saque de arco a arco. En 2018 es dejado en libertad por el club.

### Almagro
En 2018, firma para Almagro de la Primera B Nacional y tiene 7 partidos disputados actualmente.

## Clubes
| Club                   | País      | Año       | Partidos jugados | Goles recibidos |
| ---------------------- | --------- | --------- | ---------------- | --------------- |
| Gimnasia y Esgrima (M) | Argentina | 2003-2005 | 0                | 0               |
| San Miguel             | Argentina | 2005-2006 | 0                | 0               |
| Almagro                | Argentina | 2006-2008 | 0                | 0               |
| Huracán                | Argentina | 2008-2012 | 31               | 43              |
| Santiago Morning       | Chile     | 2012      | 12               | 19              |
| Defensores de Belgrano | Argentina | 2013      | 13               | 14              |
| Atlético Tucumán       | Argentina | 2013-2014 | 9                | 14              |
| Central Córdoba (SdE)  | Argentina | 2015-2016 | 46               | 48              |
| Deportivo Español      | Argentina | 2017      | 11               | 0               |
| Almagro                | Argentina | 2018-2019 | 7                | 0               |